# Deauville Cars

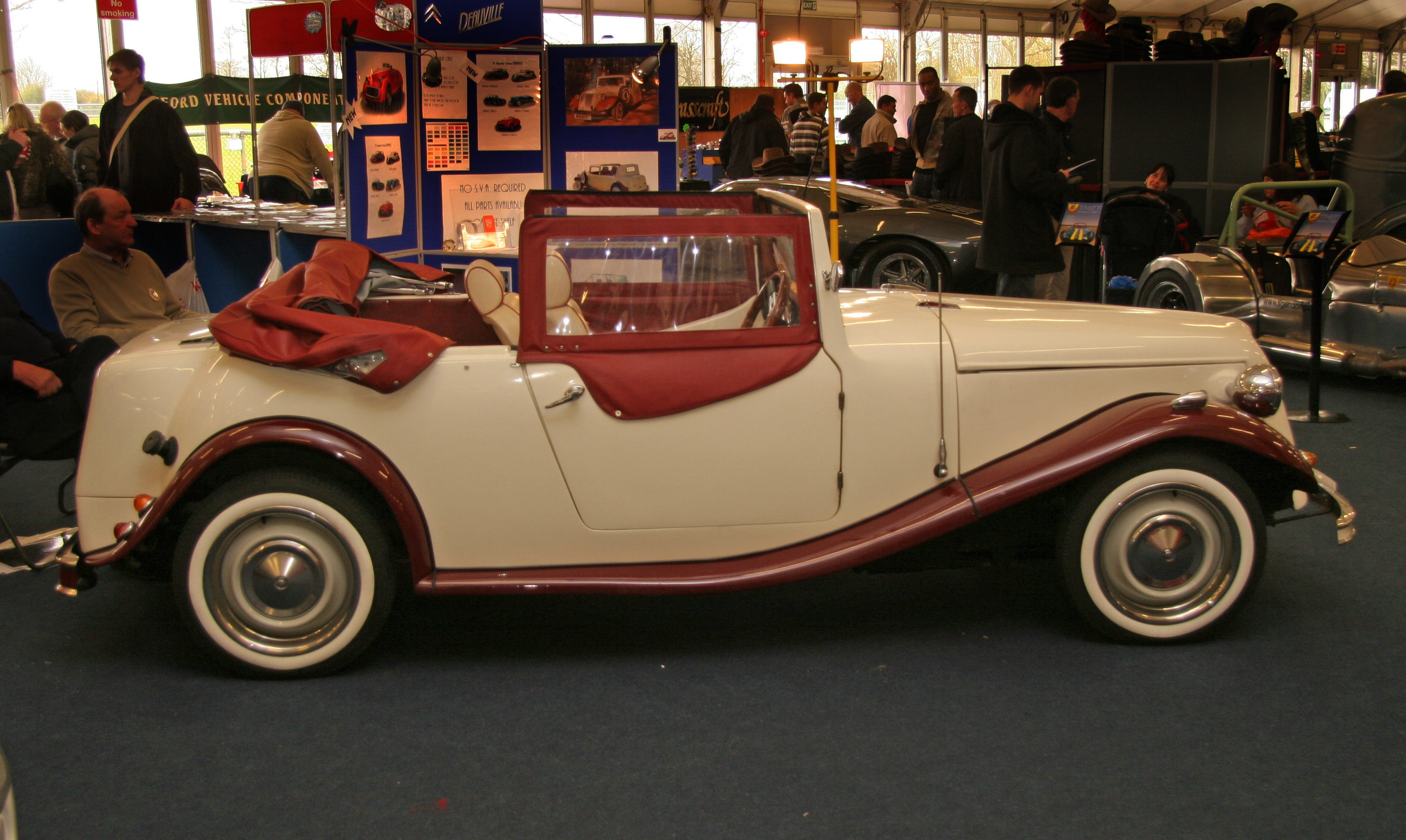
Deauville Canard

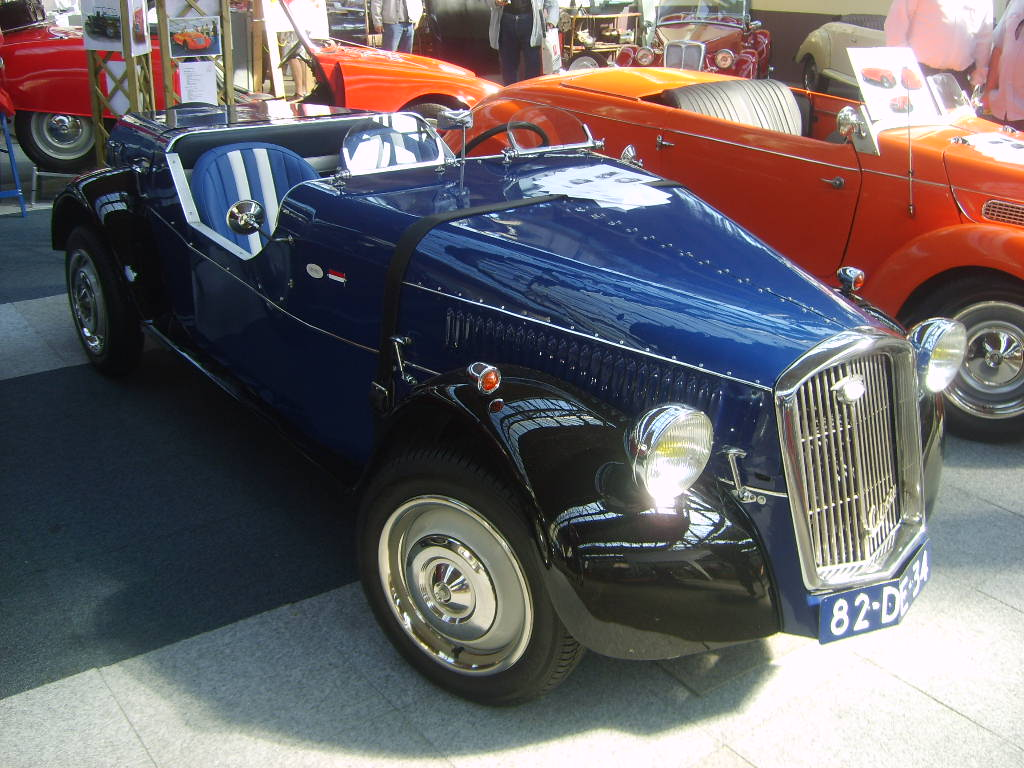
Deauville Corbeau

Deauville Cars Limited war ein britischer Hersteller von Automobilen.

## Unternehmensgeschichte
Michael William Richards und Benjamin Michael Richards gründeten am 19. Februar 2001 das Unternehmen in Bognor Regis in der Grafschaft West Sussex. Sie begannen 2003 mit der Produktion von Automobilen und Kits. Der Markenname lautete Deauville. Am 24. September 2013 wurde das Unternehmen aufgelöst. Insgesamt entstanden fast 100 Exemplare.

## Fahrzeuge
Das Unternehmen stellte verschiedene Fahrzeuge auf Basis des Citroën 2 CV her.
Der Canard erschien 2003. Dies war ein offenes Fahrzeug, das etwa 40 Käufer fand. Auffallend war die große eckige Lufteinlassöffnung an der Front.
Im gleichen Jahr kam der Canjito 602 auf den Markt. Von diesem Fahrzeug im Stil des Citroën Méhari entstanden etwa 30 Exemplare.
Mike Horton entwarf das Landaulet, später umbenannt in Sandringham. Dies war ein verlängerter Canard mit einer Landaulet-Karosserie. Zwischen 2007 und 2010 fanden sich etwa drei Käufer.
Danny Blaauw, der die Fahrzeuge in den Niederlanden vertrieb, entwarf den Hot Rod, auch Rondo und Corbeau genannt. Dies war ein zweisitziger Roadster, von dem zwischen 2007 und 2008 etwa zwei Fahrzeuge entstanden. Voglietta Cars aus den Niederlanden versuchte, dieses Modell unter eigenem Namen anzubieten.
Der Canard 2 erschien 2010. Er ähnelte dem Canard, hatte aber eine runde Lufteinlassöffnung in der Front sowie anders gestaltete Türen und Kofferraumdeckel. Bis zur Produktionseinstellung entstanden etwa zehn Fahrzeuge.
Der Martlet hatte einen Kastenwagenaufbau im Stil der 1920er Jahre, der ab 2010 etwa zwei Käufer fand.
Ab 2001 fertigte Deauville Cars den Manx. Vorherige Hersteller waren Ayrspeed-Manx von 1991 bis 2000 unter dem Markennamen Manx sowie Fereday Cars unter dem Markennamen Vario. Es war ein offener Zweisitzer. Die drei Hersteller produzierten insgesamt etwa zwölf Fahrzeuge dieses Modells.